# Antoine Balpêtré
Antoine Balpêtré, född 3 maj 1898 i Lyon, död 28 mars 1963 i Paris, var en fransk skådespelare inom teater och film. Balpêtré medverkade i runt 50 filmer.

## Filmografi, urval
- 1943 – Djävulens hand
- 1943 – Korpen
- 1946 – Besök i natten
- 1948 – Sjömansflamman
- 1950 – Rättvisa har skipats
- 1950 – Gud behöver människorna
- 1951 – Prästmans dagbok
- 1952 – Kärlekens fröjder
- 1952 – De smygande stegen
- 1954 – Före syndafloden
- 1954 – Rött och svart
- 1955 – Någon måste dömas
- 1957 – Den nye doktorn
- 1961 – Falskmyntarna
- 1961 – Dolt bevis
- 1962 – Axel Munthe – Der Arzt von San Michele